# 大迪布羅瓦 (利維夫州)
49°42′55″N 23°18′42″E / 49.71528°N 23.31167°E
大迪布羅瓦（烏克蘭語：Велика Діброва），是烏克蘭的城鎮，位於該國西部利沃夫州，由亞沃里夫區蘇多瓦維什尼亞市鎮負責管轄，始建於1946年，面積0.24平方公里，海拔高度288米，2001年人口80，人口密度每平方公里327.87人。